# イバン・ペリッツォーリ
イヴァン・ペリッツォーリ（Ivan Pelizzoli, 1980年11月18日 - ）は、イタリア・ロンバルディア州ベルガモ出身の元同国代表のサッカー選手。ポジションはゴールキーパー。

## 来歴
地元アタランタBCの下部組織出身で、2000-01シーズンにセリエAにデビューし、若手の中でもとりわけ注目を浴びた。
2001年8月5日、移籍金150万ユーロでASローマに移籍した。移籍当初はフランチェスコ・アントニオーリの控えであったが、2003-04シーズン中盤には正GKになった。しかし、不安定なプレーからジャンルカ・クルチやカルロ・ゾッティにポジションを奪われた。ゾッティが退団した2005年、ドニの加入もあってレッジーナ・カルチョに移籍。ニコラ・パヴァリーニと正GKの座を争った。
2007年1月31日、移籍金300万ユーロの4年契約でロシアのロコモティフ・モスクワに移籍。しかし、出場機会には恵まれず2009年8月31日にUCアルビーノレッフェへレンタル移籍してイタリアに舞い戻った。
2010年8月2日にカリアリ・カルチョに完全移籍。フェデリコ・マルケッティがクラブ首脳陣と対立して干されたため正GKを確保するかと思われたがミカエル・アガッツィが台頭したためわずか1試合の出場に終わった。
2011年7月13日、セリエB所属のカルチョ・パドヴァに移籍。マッティア・ペリンとポジション争いを繰り広げたが、負傷もあって18試合の出場にとどまった。
2012年8月31日に20年ぶりにセリエAに昇格したデルフィーノ・ペスカーラ1936に移籍し、再びペリンと同じチームとなった。当初はペリンの控えだったが、失点が増加した終盤戦にポジションを奪取。随所に好守備を見せたが、悪い流れを変えるにはいたらず最下位でセリエBに降格した。

### イタリア代表
2003年にイタリア代表にデビュー。2004年、オーバーエイジ枠でアテネ五輪に出場し、銅メダルを獲得した。

## 所属クラブ
- 1997-2001  アタランタBC
  - 1999-2000  USトリエスティーナ・カルチョ (レンタル)
- 2001-2005  ASローマ
- 2005-2007  レッジーナ・カルチョ
- 2007-2010  FCロコモティフ・モスクワ
  - 2009-2010  UCアルビーノレッフェ (レンタル)
- 2010-2011  カリアリ・カルチョ
- 2011-2012  カルチョ・パドヴァ
- 2012-2014  デルフィーノ・ペスカーラ1936
- 2014-2015  ヴィルトゥス・エンテッラ
- 2016  ヴィチェンツァ・カルチョ
- 2016-2017  ピアチェンツァ・カルチョ
- 2017  フォッジャ・カルチョ

## 代表歴
イタリア代表
- 代表デビュー：2003年4月30日 vs スイス
- 代表通算：2試合出場 0得点